# Yuichi Maruyama
Yuichi Maruyama (丸山 祐市, Maruyama Yuichi, Tokio, 16 juni 1989) is een Japans voetballer die als verdediger speelt bij Nagoya Grampus.

## Clubcarrière
Maruyama begon zijn carrière bij FC Tokyo in 2012. In het seizoen 2014 kwam hij op huurbasis uit voor Shonan Bellmare.

## Japans voetbalelftal
Yuichi Maruyama maakte op 11 oktober 2016 zijn debuut in het Japans voetbalelftal tijdens een kwalificatiewedstrijd voor de wereldkampioenschap voetbal 2018 tegen Australië.

## Statistieken
| Japans voetbalelftal | Japans voetbalelftal | Japans voetbalelftal |
| Jaar                 | Wed.                 | Dlp.                 |
| -------------------- | -------------------- | -------------------- |
| 2016                 | 2                    | 0                    |
| Totaal               | 2                    | 0                    |